# Саманта Сміт

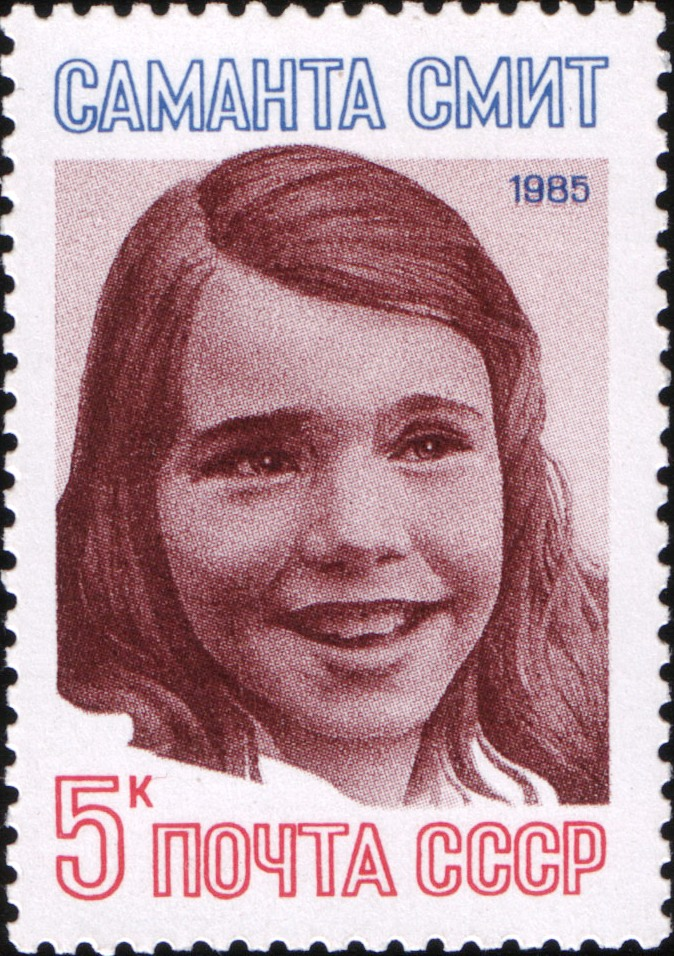
Радянська поштова марка із зображенням Саманти Сміт

Саманта Рід Сміт (англ. Samantha Reed Smith; 29 червня 1972, Гоултон, Мен — 25 серпня 1985, Оберн, Мен) — американська школярка зі штату Мен, котра стала відомою завдяки своєму листу, якого вона написала щойно обраному на посаду генерального секретаря ЦК КПРС Андропову в самий розпал холодної війни.
Саманта одного разу побачила на обкладинці журналу «Time Magazine» президента США Рейгана і нового радянського лідера Андропова, обраними редакцією за «людей року». В одній зі статей того журналу було сказано, що новий керівник СРСР досить небезпечна персона і що під його керівництвом Радянський Союз як ніколи сильно загрожує безпеці США. Тоді Саманта запитала у своєї матері «якщо Андропова усі так бояться, чому просто не напишуть йому листа і не запитають, чи збирається він розпочинати війну?». Мати жартома відповіла: «То напиши сама», і Саманта написала.

## Лист Саманти
| \| \| Шановний містере Андропов, Моє ім'я Саманта Сміт. Мені десять років. Вітаю Вас з Вашою новою роботою. Я дуже сильно хвилююсь, чи не почнеться ядерна війна між Росією та Сполученими Штатами Америки. Ви збираєтесь голосувати за початок війни чи ні? Якщо Ви проти, будь ласка, скажіть, як Ви збираєтесь відвернути загрозу війни? Ви, звісно, не зобов'язані відповідати на це питання, але я хотіла б знати, чому Ви хочете завоювати світ чи, принаймні, нашу країну. Господь створив землю, щоб ми всі разом могли жити в мирі і не воювати. \| \| — Щиро Ваша, Саманта Сміт \| \| Оригінальний текст (англ.) [ Dear Mr. Andropov, My name is Samantha Smith. I am ten years old. Congratulations on your new job. I have been worrying about Russia and the United States getting into a nuclear war. Are you going to vote to have a war or not? If you aren't please tell me how you are going to help to not have a war. This question you do not have to answer, but I would like to know why you want to conquer the world or at least our country. God made the world for us to live together in peace and not to fight. Sincerely, Samantha Smith] Помилка: [undefined] Помилка: {{Lang}}: немає тексту (допомога): текст вже має курсивний шрифт (допомога) | |
| | Шановний містере Андропов, Моє ім'я Саманта Сміт. Мені десять років. Вітаю Вас з Вашою новою роботою. Я дуже сильно хвилююсь, чи не почнеться ядерна війна між Росією та Сполученими Штатами Америки. Ви збираєтесь голосувати за початок війни чи ні? Якщо Ви проти, будь ласка, скажіть, як Ви збираєтесь відвернути загрозу війни? Ви, звісно, не зобов'язані відповідати на це питання, але я хотіла б знати, чому Ви хочете завоювати світ чи, принаймні, нашу країну. Господь створив землю, щоб ми всі разом могли жити в мирі і не воювати. |
| — Щиро Ваша, Саманта Сміт | |

Лист Саманти було оприлюднено в газеті «Правда».
Саманта була щаслива, коли дізналася про це, але відповіді на свій лист на той час ще не отримала. Тоді вона написала листа радянському послу в США і запитала: чи збирається Андропов відповісти їй. 26 квітня 1983 року вона отримала листа від Андропова.

## Відповідь Андропова
Лист російською мовою був набраний на тонованому папері і підписаний синіми чорнилами, датований 19 квітня 1983 року і супроводжувався перекладом англійською мовою.
|               | Дорога Саманта! Отримав твого листа, як і багато інших, які надходять до мене в ці дні з твоєї країни, з інших країн світу. Мені здається з твого листа, що ти смілива і чесна дівчинка, схожа на Беккі Тетчер, подружку Тома Соєра зі знаменитої книжки твого співвітчизника Марка Твена. Цю книжку знають і дуже люблять в нашій країні всі хлопчики та дівчатка. Ти пишеш, що стурбована, чи не розпочнеться війна між двома нашими країнами. І запитуєш, чи робимо ми щось для того, аби не дати спалахнути війні. Твоє запитання — найголовніше з тих, які могла б задати кожна розумна людина. Відповім тобі на нього серйозно і чесно. Так, Саманто, ми в Радянському Союзі намагаємось робити все для того, щоб не було війни між нашими країнами, щоб взагалі не було війн на землі. Цього хоче кожна радянська людина. Так вчив нас великий засновник нашої держави Володимир Ленін. Радянські люди дуже добре знають, яка жахлива і руйнівна річ війна. 42 роки тому нацистська Німеччина, яка прагнула панування над всім світом, напала на нашу країну, спалила і знищила багато тисяч наших міст та сіл, вбила мільйони радянських чоловіків, жінок та дітей. В тій війні, яка закінчилась нашою перемогою, ми були в союзі зі Сполученими Штатами, разом боролись за звільнення від нацистських загарбників багатьох народів. Я сподіваюсь, що ти це знаєш з уроків історії в школі. І сьогодні ми дуже хочемо жити в мирі, торгувати і співпрацювати з усіма своїми сусідами по земній кулі — і з далекими, і з близькими. І, звісно, з такою великою країною, як Сполучені Штати Америки. І у Америки, і у нас є ядерна зброя — страшна зброя, яка може в одну мить вбити мільйони людей. Але ми не хочемо, щоб вона колись була використана в ділі. Саме тому Радянський Союз урочисто, на весь світ оголосив, що ніколи — ніколи! — не застосує ядерну зброю першим проти жодної з країн. І взагалі ми пропонуємо припинити його подальше виробництво і розпочати знищення всіх його запасів на землі. Мені здається, що це — достатня відповідь на твоє друге запитання : «Чому Ви хочете завоювати весь світ чи принаймні Сполучені Штати?» Нічого подібного ми не хочемо. Ніхто в нашій країні — ані робітники та селяни, ані письменники та лікарі, ані дорослі та діти, ані члени уряду не хочуть ані великої, ані «маленької» війни. Ми хочемо миру — нам є чим зайнятись: вирощувати хліб, будувати та винаходити, писати книжки і літати в космос. Ми хочемо миру для себе та для всіх народів планети. Для своїх дітей і для тебе, Саманто. Запрошую тебе, якщо відпустять батьки, приїхати до нас, найкраще — влітку. Пізнаєш нашу країну, зустрінешся з ровесниками, відвідаєш інтернаціональний табір дітлахів — в Артеці на морі. І сама переконаєшся: в Радянському Союзі всі — за мир та дружбу між народами. Дякую за твоє привітання. Бажаю тобі всього найкращого в твоєму житті, яке тільки розпочинається. |
| — Ю. Андропов | |

:Dear Samantha,
:I received your letter, which is like many others that have reached me recently from your country and from other countries around the world.
:It seems to me – I can tell by your letter – that you are a courageous and honest girl, resembling Becky, the friend of Tom Sawyer in the famous book of your compatriot Mark Twain. This book is well known and loved in our country by all boys and girls.
:You write that you are anxious about whether there will be a nuclear war between our two countries. And you ask are we doing anything so that war will not break out.
:Your question is the most important of those that every thinking man can pose. I will reply to you seriously and honestly.
:Yes, Samantha, we in the Soviet Union are trying to do everything so that there will not be war on Earth. This is what every Soviet man wants. This is what the great founder of our state, Vladimir Lenin, taught us.
:Soviet people well know what a terrible thing war is. Forty-two years ago, Nazi Germany, which strove for supremacy over the whole world, attacked our country, burned and destroyed many thousands of our towns and villages, killed millions of Soviet men, women and children.
:In that war, which ended with our victory, we were in alliance with the United States: together we fought for the liberation of many people from the Nazi invaders. I hope that you know about this from your history lessons in school. And today we want very much to live in peace, to trade and cooperate with all our neighbors on this earth—with those far away and those near by. And certainly with such a great country as the United States of America.
:In America and in our country there are nuclear weapons—terrible weapons that can kill millions of people in an instant. But we do not want them to be ever used. That's precisely why the Soviet Union solemnly declared throughout the entire world that never—never—will it use nuclear weapons first against any country. In general we propose to discontinue further production of them and to proceed to the abolition of all the stockpiles on Earth.
:It seems to me that this is a sufficient answer to your second question: 'Why do you want to wage war against the whole world or at least the United States?' We want nothing of the kind. No one in our country– neither workers, peasants, writers nor doctors, neither grown-ups nor children, nor members of the government–want either a big or 'little' war.
:We want peace—there is something that we are occupied with: growing wheat, building and inventing, writing books and flying into space. We want peace for ourselves and for all peoples of the planet. For our children and for you, Samantha.
:I invite you, if your parents will let you, to come to our country, the best time being this summer. You will find out about our country, meet with your contemporaries, visit an international children's camp – 'Artek' – on the sea. And see for yourself: in the Soviet Union, everyone is for peace and friendship among peoples.
:Thank you for your letter. I wish you all the best in your young life.
:"Y. Andropov"

## Поїздка до Радянського Союзу

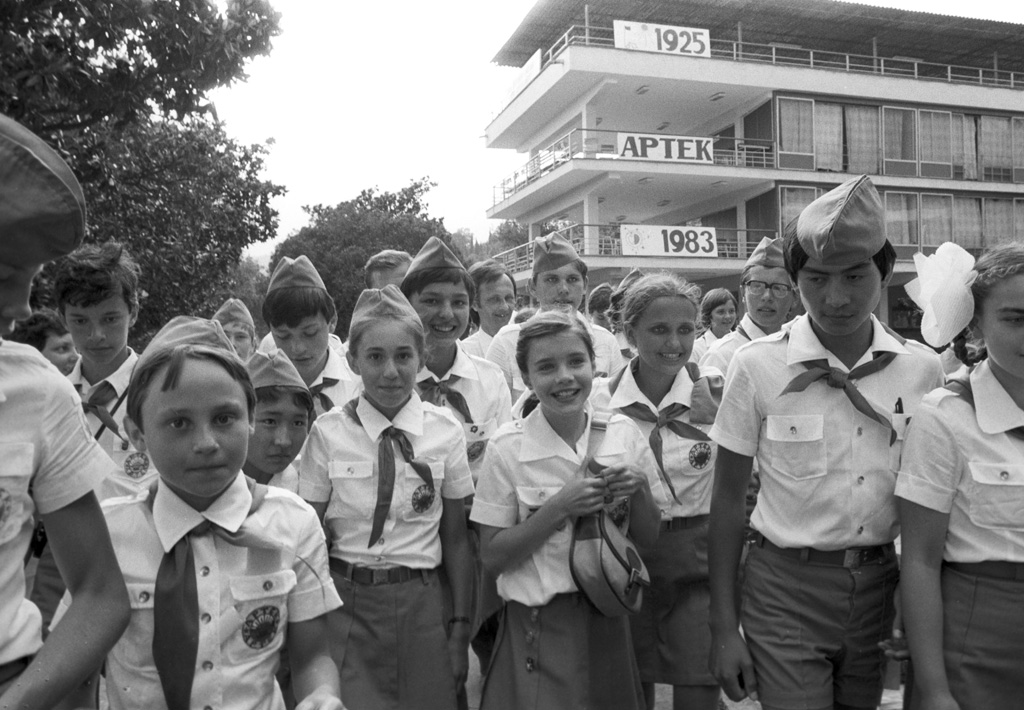
Саманта Сміт в таборі «Артек» (Крим)

Саманта з батьками в'їхали до СРСР 7 липня 1983 року. В аеропорту її зустрічало багато людей, небайдужих до політики та цієї події. За 2 тижні, які сім'я Сміт провела в Радянському Союзі, посол доброї волі Саманта відвідала Москву, Ленінград та головний піонерський табір «Артек» у Криму. В таборі «Артек» керівництво готувалося до прийому Саманти: добудували їдальню, підготували найкращу кімнату і навіть пошили їй піонерську форму навмання, не знаючи розмірів. Згодом форма їй сподобалась і вона забрала її з собою. В таборі вона дотримувалась звичайного розпорядку дня, як і всі інші діти. Хоча важкохворий Андропов так і не зустрівся з Самантою, вони розмовляли по телефону.
ЗМІ СРСР, США та всього світу стежили за кожною її фразою, за кожним кроком. Перед відлітом додому 22 липня Саманта посміхнулась телекамерам і крикнула російською мовою: «Будемо жити!», а в своїй книжці «Мандрівка до Радянського Союзу» Саманта написала, що «вони такі ж, як ми».

## Загибель Саманти
Саманта Сміт загинула в авіакатастрофі рейсу «Bar Harbor Airlines Flight 1808» 25 серпня 1985 року. В той день в аеропорті міста Огаста Джейн Сміт очікувала на чоловіка та доньку, які повертались з Великої Британії, де вони брали участь в шоу Роберта Вагнера. Через погану видимість та недосвідченість пілота невеликий двомоторний літак «Beechcraft 99» не поцілив на посадкову смугу і впав за 200 метрів від її початку. Ніхто з 8 пасажирів не вижив. Тіла Саманти та її батька були поховані неподалік від Гоултона, де вона народилась.
Загибель знаменитої дівчинки в США багато хто[хто саме?] пов'язував з діяльністю КДБ, в СРСР, навпаки, з ЦРУ. Хоч там як, ретельне дослідження катастрофи довело, що вся відповідальність за аварію лежить на пілоті[джерело?].

## Вшанування пам'яті
- В 1985 році Пошта СРСР випустила поштову марку
- Через рік після загибелі Саманти, 1986-го, в «Артеку» з'явилася алея її імені.
- У 1986 році в Іллічівську був збудований теплохід «Саманта Сміт», розрахований на 294 пасажира. Він курсував у Ялті для морських прогулянок.